# Manh vàng
Manh vàng (tên khoa học Tmetothylacus tenellus) là một loài chim trong họ Motacillidae.
Manh vàng sinh sống ở các đồng cỏ, xavan và vùng cây bụi khô ở đông châu Phi. Nó là loài bản địa Ethiopia, Kenya, Somalia, Sudan, Tanzania và Uganda, và đôi khi viếng thăm Oman, Nam Phi và Zimbabwe.